# Orvasca tengger
Orvasca tengger är en fjärilsart som beskrevs av Collenette 1949. Orvasca tengger ingår i släktet Orvasca och familjen tofsspinnare. Inga underarter finns listade i Catalogue of Life.